# Sole Agency and Representation
Sole Agency and Representation je jediné studiové album skupiny The Javelins.
Skupina existovala krátce počátkem šedesátých let, zpěvákem skupiny byl Ian Gillan, pozdější frontman skupiny Deep Purple. Za dobu existence nenahrála žádné nahrávky. V roce 1994 se skupina znovu setkala za účelem nahrání skladeb, které v době existence hráli. Za krátkou dobu skupina album nahrála a hned v září téhož roku jej společnost RPM Records vydala.
V roce 2000 vyšla u společnosti Purple Records reedice alba pod názvem Raving with Ian Gillan & The Javelins.

## Seznam skladeb
| Pořadí | Název                       | Autor                                   | Délka |
| ------ | --------------------------- | --------------------------------------- | ----- |
| 1.     | Too Much Monkey Business    | Chuck Berry                             | 2:59  |
| 2.     | It'll Be Mine               | Jack Clement                            | 1:58  |
| 3.     | You Really Got a Hold on Me | Smokey Robinson                         | 2:58  |
| 4.     | It's Only Make Believe      | Jack Nance, Conway Twitty               | 2:14  |
| 5.     | Can I Get a Witness         | Lamont Dozier, Brian Holland            | 3:02  |
| 6.     | Poison Ivy                  | Jerry Leiber, Mike Stoller              | 2:09  |
| 7.     | Rave On                     | Norman Petty, Bill Tilghman, Sonny West | 1:53  |
| 8.     | Blue Monday                 | Dave Bartholomew, Fats Domino           | 2:25  |
| 9.     | You Better Move On          | Arthur Alexander                        | 2:42  |
| 10.    | Somethin' Else              | Eddie Cochran, Sharon Sheeley           | 2:06  |
| 11.    | Money                       | Janie Bradford, Berry Gordy             | 2:50  |
| 12.    | Love Potion No. 9           | Leiber, Stoller                         | 2:08  |
| 13.    | Let's Dance                 | Jim Lee                                 | 2:28  |
| 14.    | Roll Over Beethoven         | Berry                                   | 2:46  |

## Obsazení
- Ian Gillan – zpěv, harmonika
- Gordon Fairminer – sólová kytara
- Tony Tacon – rytmická kytara
- Tony Whitfield – basová kytara
- Keith Roach – bicí